# La Vierge voilée
La Vierge voilée (en italien : Vergine velata) est un buste en marbre de Carrare sculpté à Rome par le sculpteur italien Giovanni Strazza au milieu du XIXe siècle. Il s'agit d'une représentation de la Vierge Marie qui véhicule une ambivalence entre sérénité et sensualité.

## Description
La sculpture est notable par le travail du voile sculpté dans le marbre avec une technique  similaire à la statue Le Christ voilé de Giuseppe Sanmartino,. Il s'agit de marbre de Carrare.
Selon l'historienne de l'art Claire Barbillon, les yeux fermés de la vierge transmettent une notion de spiritualité et d'introspection, quand le voile drapé mouillé qui recouvre le buste symbolise une perturbation externe avec son relief complexe. La révélation de ce qui paraît sous le drap ajoute une dimension sensuelle à l'œuvre.
La statue est exposée au Canada dans la basilique Saint-Jean-Baptiste à Saint-Jean de Terre-Neuve où elle est conservée à la suite de son acquisition en 1856 à Rome par l'évêque canadien John T. Mullock qui en fit don à la basilique en 1862.